# Самаргинское сельское поселение
Самаргинское сельское поселение — сельское поселение в Тернейском районе Приморского края.
Административный центр — село Самарга.

## История
Статус и границы сельского поселения установлены Законом Приморского края от 6 августа 2004 года № 133-КЗ «О Тернейском муниципальном районе»

## Население
| 2010 | 2011 | 2012 | 2013 | 2014 | 2015 | 2016 |
| ---- | ---- | ---- | ---- | ---- | ---- | ---- |
| 185  | ↘184 | ↗193 | ↗194 | ↗200 | ↘197 | ↘196 |
| 2017 | 2018 | 2019 | 2020 |      |      |      |
| ↘185 | ↗189 | ↘185 | ↘183 |      |      |      |

## Состав сельского поселения
В состав сельского поселения входит один населённый пункт — село Самарга.

## Местное самоуправление
Глава администрации: Олейникова Валерия Николаевна
Адрес: 692168, п. Самарга, ул. Береговая, 15 
Телефон: 8 (42374) 36-2-48 